# Мери Бойс Бенд
„Мери Бойс Бенд“ е българска поп-рок група.

## История
Мери Бойс Бенд приемат за своя рождена дата 28 януари 1995 година, когато е първото им участие на живо в софийския „Кънтри клуб“ във формация от пет души, в каквато свирят и до днес. Групата бързо добива популярност с интерпретациите си на световни хитове. Следват записи по поръчка на БНР на авторските им песни „Опит за летене“ и „Ще успея ли някога да надбягам птиците“ и участие в проекта на немски продуценти – записи на класически рок песни на Deep Purple, Pink Floyd и Led Zeppelin заедно с двоен състав симфоничен оркестър.
През 1999 година Мери Бойс Бенд започват работа по първия си студиен албум с авторска музика, който излиза на 10 декември 2001 година и носи името на най-големия хит – „Непознати улици“. Групата пуска от него синглите: „Да надбягам птиците“, „Непознати улици“, „Есен“, „Ничия земя“, „Твоят знак“ и „Огледало“. Големият им успех е причина за номинациите на Мери Бойс Бенд на наградите на БГ Радио през 2002 година в пет различни категории: БГ дебют, БГ албум, БГ песен, БГ текст, както и за кавърверсия на песента „Есен“. През юни 2002 година групата печели и първо място във фестивала за музика на живо, който е част от международния телевизионен фестивал в Албена.
Вторият студиен албум на Мери Бойс Бенд е записан в периода 2003 – 2004 година, излиза на 11 октомври 2004 година и е наречен „Само за теб“. От него са синглите: „Непознати улици – remix“, „Само за теб“, „Идва нощта“, „Булевард на любовта“, „Искам да съм с теб“, „Кажи ми“, „Момичето до мен“ и „Транс“. Той отново е номиниран от БГ радио за „Албум на годината“. За концерт-промоцията на „Само за теб“ като специални гости на групата за първи път в България пристигат The Kelly Family. През 2004 година Мери Бойс Бенд свирят и на мега-концертите в Албена, Слънчев бряг и Банско заедно със световноизвестните No Mercy, Boney M, Eruption, Gibson Brothers и Racey.
През декември 2004 година групата издава в Белгия третия си студиен албум – „Distant Streets – compilation“, който включва английски версии на 6 песни от първия и втория ѝ албум, както и 6 песни на белгийски композитори. Песни на Мери Бойс Бенд се въртят в ефира на радиостанции в Белгия, Франция и Холандия. Отново в Белгия, на 28 май 2005 година Мери Бойс Бенд участват заедно с Boney M и Eruption в концерт, на който групата представя на живо пред белгийската публика песните от „Distant Streets – compilation“. Концертът е рекламиран в белгийските медии и е съпътстван от много интервюта на групата за вестници и радиостанции. Направени са и видеоклипове към синглите „Distant Streets“, „Only for you“ и „Tell me“. През 2005 година Мери Бойс Бенд записват заедно с госпъл хор от Брюксел и песента „Running Over“. Тя излиза като сингъл в Белгия, както и в компилации с песни на белгийски изпълнители.
През 2006 г. Мери Бойс Бенд издават DVD с концерт-промоцията на албума „Само за теб“ в Банско. В пет поредни години – групата е номинирана от слушателите на БГ радио за „Група на годината“ на 2005, 2006, 2007, 2008 и 2009 година.
На 17 декември 2010 г. музикантите издават четвъртия си студиен албум, който носи името „Дългият път към дома“ и включва синглите: „За последен път“, „Не гледай влюбено“, „Дългият път към дома“, „Дългият път към дома – remix“, „Слънчогледите“, „Тръгвай с мен“, „Вярвам в теб“, „Докога“ и „Само с мен бъди“. Заглавната песен „Дългият път към дома“ се превръща в символ на кампанията на община Бургас – „Завръщане в Бургас“, а „Не гледай влюбено“ е първата песен на групата, която се завърта по MTV в класацията World Chart Express. „Дългият път към дома“ също е с номинация за БГ Албум, а сингълът „Само с мен бъди“ – с номинация за БГ Текст.
„Мери Бойс Бенд“ е една от популярните групи в България днес. Тя продължава изявите си по клубните и концертните сцени. Едно от най-големите ѝ постижения е влизането на песента „Непознати улици“ в учебника по музика за 7-и клас на издателство „Просвета“ през 2008 година. През 2017 песента е поместена и в учебник по музика за 6-и клас на издателство „Булвест 2000“. През 2018 година същото издателство включва песните „Дългият път към дома“ и „Слънчогледите“ в учебници за 7-и и 9-и клас.
На десетите, юбилейни награди на БГ Радио „Мери Бойс Бенд“ е избрана за „БГ група на 2012“.
На 30 май 2012 г. Мери Бойс Бенд пуска на музикалния пазар албума „Непознати улици 2012“. Той включва 12 песни – презаписани версии на култовите песни отпреди повече от десет години, както и неиздаваните „Опит за летене“, „Когато сън Земята заспи“ и инструментал на най-големия хит на групата „Непознати улици“. Вокалистката Мария Мутафчиева издава и стихосбирка с това име, в която събира свои ранни стихове и първите си текстове за песни. Мери започва да провежда и Национален поетичен конкурс за гимназисти.
На 10 декември 2012 г. групата представя с концерт-промоция в Първо студио на БНР акустичния албум с най-големите си хитове, записани и заснети пред публика в същото студио на 28 ноември 2011 г. На музикалния пазар са: CD „Мери Бойс Бенд акустично“ и DVD „MARY BOYS BAND Acoustic Live“.
Започват записи на нови песни. Излизат синглите „Най-скъпият подарък“ и „Телефонът звъни“. През април 2015 г. песента „Излишни думи“, по музика и текст на Мария Мутафчиева и аранжимент и изпълнение на Мери Бойс Бенд, става победител в радиокласацията на програма „Христо Ботев“ на БНР „7 в 11“.
Музикантите издават албум „20 години Мери Бойс Бенд“, включващ хитове, изпълнени на живо на годишнината им на 28 януари 2015 г. Следват синглите „Пак да срещна твоето лице“ и „Щастливи дни“, който дава име на новия албум на групата.
Албумът „Щастливи дни“ излиза официално на музикалния пазар на 18 май 2018 г. и е представен с концерти в цялата страна. От него са и синглите „Телефонът звъни“, „Излишни думи“, „Най-скъпият подарък“, „Двамата с теб“ и „До края на света“.
През 2024 г. групата стартира записи по нов албум, от който са синглите: „Здравей“, „Цветен пейзаж“, „Събуди ме чак през май“ и „Моите места“. По повод своята 30-та годишнина, през 2025 г. Мери Бойс Бенд започва да издава своите албуми на плочи. Първи на винил излизат „Само за теб“ и „Дългият път към дома“.

## Дискография
- Непознати улици (2001)

1. Непознати улици
2. Твоят знак
3. Есен
4. Като нощта
5. Огледало
6. Ничия земя
7. Да надбягам птиците
8. Суета
9. Цял миг
10. Парчета от мозайка

Музика и текст на всички песни: Мария Мутафчиева (освен „Есен“ на Митко Щерев, Стефан Банков), аранжимент на всички песни: „Мери Бойс Бенд“.
- Само за теб (2004)

1. Само за теб
2. Идва нощта
3. Кажи ми
4. Искам да съм с теб
5. Момичето до мен
6. Булевард на любовта
7. Транс
8. С прилива ще дойдеш ти
9. До сутринта
10. Непознати улици – ремикс
11. All through the night
12. Only for you

Музика и текст на всички песни: Мария Мутафчиева, аранжимент на всички песни: „Мери Бойс Бенд“.
- Distant streets – compilation (2004)

1. Distant Streets
2. Nightmare
3. Only For You
4. All Through The Night
5. Loneliness
6. Way To My Dreaming
7. Straight
8. Good Morning
9. Many Thoughts
10. Hombre
11. The Girl By My Side
12. Distant Streets – ремикс

Музика и текст на № 1, 3, 4, 6, 11, 12: Мария Мутафчиева, а на останалите: музика – Карл-Хайнц Колонерус, текст – Анита Каримова, текст на 10: Карл-Хайнц Колонерус, аранжимент на всички песни: „Мери Бойс Бенд“.
- Дългият път към дома (2010)

1. Дългият път към дома
2. Не гледай влюбено
3. Слънчогледите
4. Тръгвай с мен
5. Докога
6. Вярвам в теб
7. Цветовете на залеза
8. За последен път
9. Само с мен бъди
10. Дългият път към дома – ремикс

Музика и текст на всички песни: Мария Мутафчиева, аранжимент на всички песни: „Мери Бойс Бенд“.
- Непознати улици 2012 (2012)

1. Непознати улици 2012
2. Ти ми обеща
3. Спомен
4. Купи си огледало
5. Лабиринт
6. Ще успея ли някога да надбягам птиците
7. От суета
8. Опит за летене
9. Аз съм тази, която чакаш
10. Парчета от мозайка
11. Когато сън Земята заспи
12. Непознати улици 2012 – инструментал

- Щастливи дни (2018)

1. Излишни думи
2. Телефонът звъни
3. Щастливи дни
4. Пак да срещна твоето лице
5. Няма път назад
6. Вътре в мен
7. До края на света
8. На прага
9. Двамата с теб
10. Най-скъпият подарък